# Anthaxia zarazagai
Anthaxia zarazagai es una especie de escarabajo del género Anthaxia, familia Buprestidae. Fue descrita científicamente por Arnáiz & Bercedo en 2003.

## Distribución
Habita en el Neártico, Neotrópico, región indomalaya, Paleártico y región afrotropical.